# Karl Schneider (Politiker, 1926)
Karl Schneider (* 29. November 1926 in Dortmund; † 19. März 2012) war ein deutscher Kommunalpolitiker und ehrenamtlicher Landrat (CDU).

## Leben und Beruf
Nach dem Schulbesuch studierte er Anglistik und Germanistik in Münster und promovierte 1952. Ab 1952 war Schneider im Schuldienst, zuletzt als Oberstudiendirektor und langjähriger Schulleiter im Gymnasium St. Kaspar in Neuenheerse, tätig. Er war verheiratet und hat ein Kind.
Von 1969 bis zur Gebietsreform am 31. Dezember 1974 war er Mitglied des Kreistages des Kreises Warburg und ab 1975 Mitglied des Kreistages des Kreises Höxter. Er war Ehrenvorstandsmitglied des Kreisverbandes Höxter der CDU.
Vom 19. Oktober 1989 bis zum 30. September 1994 war er der vorletzte ehrenamtliche Landrat des Kreises Höxter. Schneider war in verschiedenen Gremien des Landkreistages Nordrhein-Westfalen tätig.